# Фицджеральд, Ферн
Ферн Фицджера́льд (англ. Fern Fitzgerald; род. 7 января 1947, Валли-Стрим, Нью-Йорк) — американская актриса. Наиболее известна по роли Мэрили Стоун из телесериала «Даллас», в котором она сыграла в 73-х эпизодах в период 1978—1990 годов.

## Биография
Ферн Фицджеральд родилась 7 января 1947 года в Валли-Стрим (штат Нью-Йорк, США).
Актёрская карьера Ферн длилась 18 лет с 1978 по 1996 год. Фицджеральд прославилась со ролью Мэрили Стоун из телесериала «Даллас», в котором она сыграла в 73-х эпизодах в период 1978—1990 годов.
В течение следующих 6-ти лет после окончания съёмок в «Далласе», Ферн появилась ещё в пяти телесериалах и в 1996 году закончила свою карьеру.